# Cyclone (Six Flags New England)
Pour les articles homonymes, voir Cyclone (homonymie).
Cyclone est un ancien parcours de montagnes russes en bois du parc Six Flags New England, situé à Agawam dans le Massachusetts, aux États-Unis.

## Historique
L'attraction a ouvert le 24 juin 1983, quand le parc s'appelait encore Riverside Amusement Park. Elle a été renommée Cyclone après le rachat du parc par Six Flags. En 2001, la première chute a été descendue d'environ 5 mètres.

## Statistiques
- Trains : 2 trains de 6 wagons. Les passagers sont placés à 2 sur 2 rangs pour un total de 24 passagers par train. Ils ont été construits par Philadelphia Toboggan Coasters.